# Raimundo Andueza Palacio

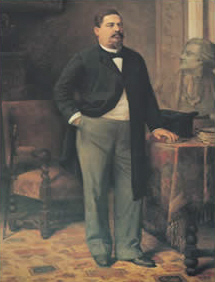
Raimundo Andueza Palacio

Raimundo Andueza Palacio (1846 – 1900) foi um político venezuelano e presidente da Venezuela de 1890 a 1892.